# Време за умиране
Време за умиране е български телевизионен игрален филм (екранизация, новела, драма) от 1982 година по сценарий и режисура на Орфей Цоков. Оператор е Константин Занков, музиката е на Георги Генков, а художник е Любомир Попов.
Филмът е направен по разказа на Радослав Михайлов.

## Актьорски състав
| В главните роли  | Изпълнител       |
| ---------------- | ---------------- |
| Райна            | Виолета Донева   |
| Манол            | Антон Горчев     |
| Здравко          | Любомир Младенов |
| майката          | Любка Петрова    |
| бай Трифон Пашов | Иван Гайдарджиев |